# Зборувек (Свентокшиське воєводство)
Зборувек (пол. Zborówek) — село в Польщі, у гміні Пацанув Буського повіту Свентокшиського воєводства.
Населення — 315 осіб (2011).
У 1975-1998 роках село належало до Келецького воєводства.

## Демографія
Демографічна структура на день 31 березня 2011 року:
|          | Загалом | Допрацездатний вік | Працездатний вік | Постпрацездатний вік |
| -------- | ------- | ------------------ | ---------------- | -------------------- |
| Чоловіки | 153     | 31                 | 101              | 21                   |
| Жінки    | 162     | 28                 | 82               | 52                   |
| Разом    | 315     | 59                 | 183              | 73                   |